# Johannes Leendert van Soest

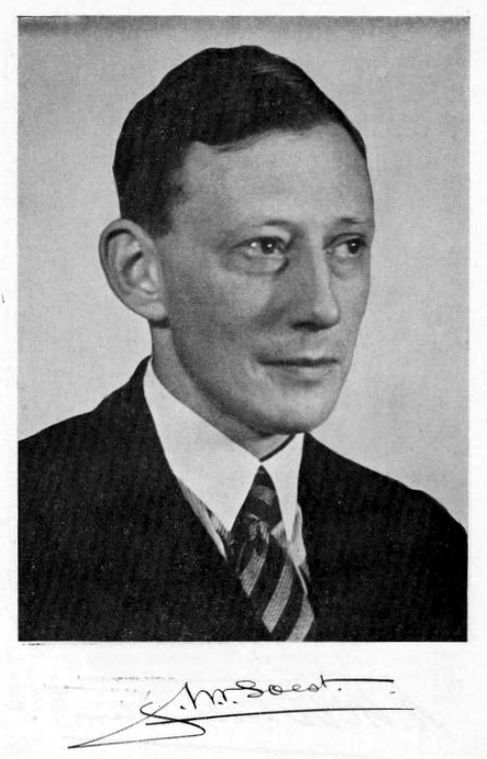
J. L. van Soest (fot. z r. 1950)

Johannes Leendert van Soest (ur. 13 października 1898 w Hadze, zm. 30 października 1983 w Wassenaar) – holenderski inżynier i botanik (taraksakolog).

## Elementy biografii
J.L. van Soest ukończył studia na Uniwersytecie Technicznym w Delft w 1925. Pracował w różnych laboratoriach fizycznych. W 1949 został profesorem macierzystej uczelni. Przeszedł na emeryturę w 1964.
W wolnym czasie i na emeryturze zajmował się botaniką, w szczególności mniszkami. W uznaniu osiągnięć z dziedziny botaniki Uniwersytet Utrechcki nadał mu doktorat honoris causa. 
Był oficerem Orderu Oranje-Nassau.

## Osiągnięcia naukowe

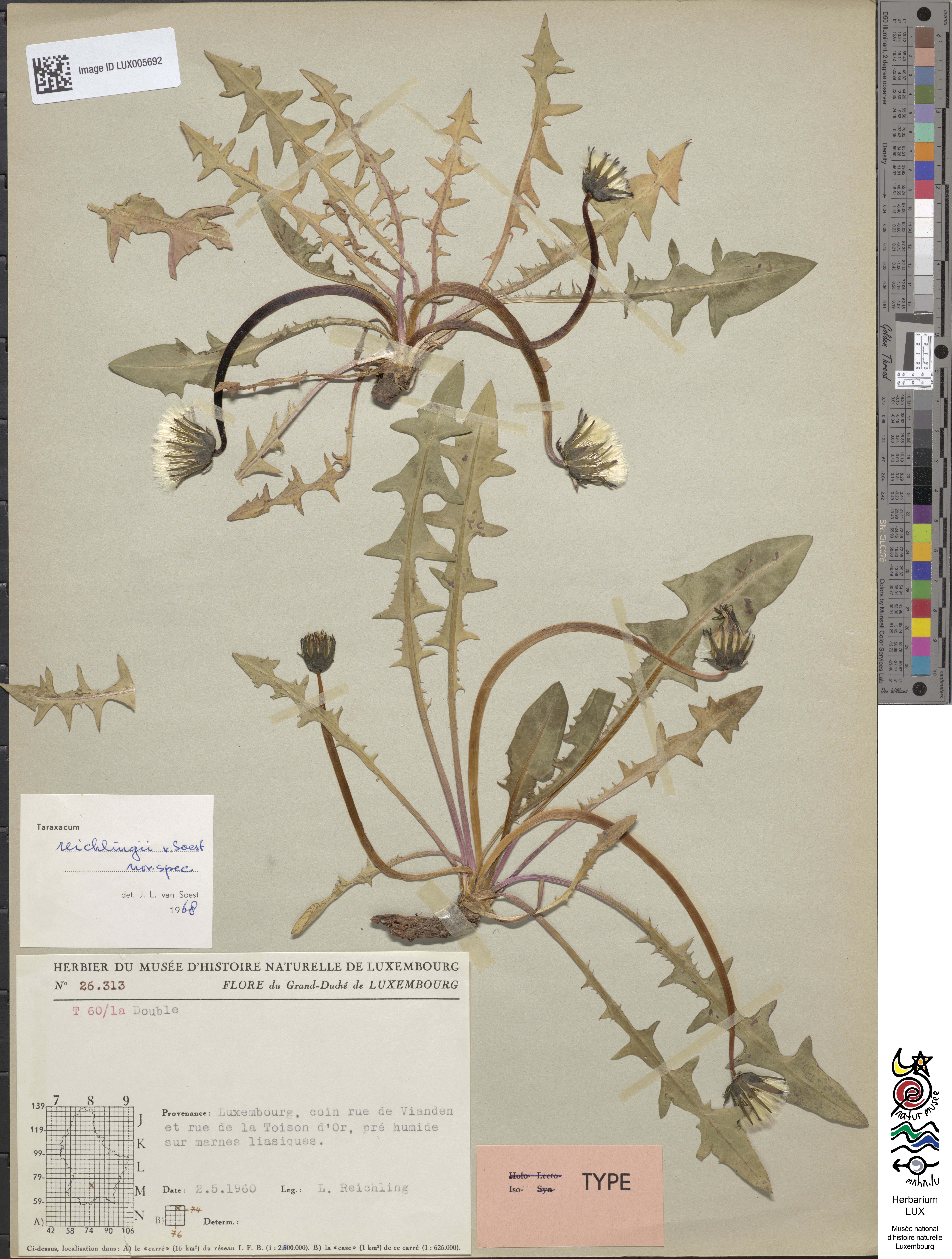
Taraxacum reichlingii Soest (gatunek z sekcji Spectabilia Dahlst., opisany przez van Soesta; izotyp z zielnika w Luksemburgu)

Van Soest był uznanym międzynarodowym autorytetem w dziedzinie systematyki mniszków. Opisał kilkaset nowych gatunków w obrębie rodzaju Taraxacum. Swój zielnik (około 50000 arkuszy) podarował Narodowemu Zielnikowi Niderlandów.

## Upamiętnienie
Na jego cześć nazwano podgatunek kosmaczka Pilosella periphanoides subsp. vansoestii (de Retz) Mateo, Egido & Gómiz [≡ P. vansoestii (de Retz) Mateo ≡ Hieracium peleterianum subsp. vansoestii de Retz], występujący na Półwyspie Iberyjskim. Natomiast nazwa Taraxacum vansoestii Hagendijk, Oosterveld et Zevenbergen jest synonimem Taraxacum unguilobum Dahlst.